# Келарева Горка (деревня)
Келарева Горка — деревня в Вельском районе Архангельской области. Входит в состав муниципального образования «Солгинское».

## География
Деревня расположена в южной части Архангельской области, в таёжной зоне, в пределах северной части Русской равнины, в 44 километрах на запад от города Вельска, на правом берегу реки Вель(притока Ваги). Ближайшие населённые пункты: на востоке железнодорожная станция Келарева Горка, на западе посёлок Солгинский, являющийся административным центром муниципального образования.
Часовой пояс
Келарева Горка, как и вся Архангельская область, находится в часовой зоне МСК (московское время). Смещение применяемого времени относительно UTC составляет +3:00.

## Население
| 2002 | 2010 | 2012 | 2014 |
| ---- | ---- | ---- | ---- |
| 10   | ↘5   | ↗8   | ↗9   |

## История
Указана в «Списке населённых мест по сведениям 1859 года» в составе Вельского уезда(1-го стана) Вологодской губернии под номером «2174» как «Келарево-Горское(Горка Келарева)». Насчитывала 24 двора, 76 жителей мужского пола и 96 женского.
В материалах оценочно-статистического исследования земель Вельского уезда упомянуто, что в 1900 году в административном отношении деревня входила в состав Келаревского сельского общества Есютинской волости. На момент переписи в селении Келаревская(Келарева Горка) находилось 42 хозяйства, в которых проживало 110 жителей мужского пола и 107 женского.
В деревне находилась часовня, приписанная к приходу Усть-Подюжской Успенской церкви.